# Калия
Калията (Zantedeschia aethiopica), известна още като рикардия, булчин букет и кала (да не се бърка с Calla), e многогодишно, блатно, тревисто, вечнозелено растение от Семейство Змиярникови (Araceae). По произход е от Южна Африка – от Лесото, Република Южна Африка и Есватини.

## Описание
Калията достига до 1 м височина. Листата ѝ са големи и широки, с тъмно зелен цвят, достигащи до 45 см дължина. Истинските цветове на калията са много малки, жълти, събрани в сбито съцветие с формата на свещ. То е обвито от голям прицветник, който дава завършеността, оцветяването и красивата форма на цвета. Прицветникът носи още името „спата“. Най-харктерният цвят за спатата на калата е белият.
Калията цъфти през пролетта, лятото и есента. Култивират се различни цветове на прицветниците като розово, бледо кремаво, телесен цвят, пурпурно, жълто и оранжево.
Всички части на растението са отровни, поради съдържанието на кристали калциев оксалат (CaC2O4) в тях.

## Приложение
Калията е разпространена по целия свят, най-вече заради декоративната ѝ стойност.

## Символизъм
Калията е националното цвете на островната държава Света Елена, където е широко разпространено. Освен това то е важен символ на ирландския републиканизъм и национализъм от 1926 г. насам, защото се използва за възпоменание на мъртвите от Великденското въстание, считано от 1916 г.

## Други
На калията е наречена улица в квартал „Надежда IV“ в София (Карта).

## Вижте още
- Отровни и силно действащи лечебни растения